# Schlatbach
Der rund 20 Kilometer lange Schlatbach, früher auch Slaatbach, ist ein rechter Nebenfluss der Stepenitz in der brandenburgischen Landschaft Prignitz.

## Name
Das Bestimmungswort leitet sich vermutlich vom mittelniederdeutschen Wort slāt und bezeichnet eine moorige Vertiefung oder einen sumpfigen Ort. Denkbar wäre auch eine Herleitung über das mittelniederdeutsche slōt „Wassergraben, Entwässerungskanal, Abzugsgraben“.

## Verlauf
Der Bach entspringt unterhalb der Endmoräne des Landschaftsschutzgebietes Ruhner Berge rund 9 Kilometer westlich von Putlitz zwischen den Dörfern Grenzheim und Hülsebeck, die beide zum Amt Putlitz-Berge gehören. Auf seinem Lauf nach Süden durch ein durchweg ländlich geprägtes Gebiet der Prignitz berührt der Schlatbach keine Stadt. Er fließt durch die Gemeinde Pirow, lässt das Dorf Reetz der Gemeinde Gülitz-Reetz rechts liegen und strömt durch die Dörfer Steinberg (Gemeinde Groß Pankow) und Groß Linde (Stadt Perleberg). Einige Hundert Meter südöstlich von Groß Linde und rund 3 Kilometer nordöstlich von Perleberg mündet der wasserreiche Bach in die Stepenitz, die ein rechter Nebenfluss der Elbe ist.

## Rückbau von Wehren
Der Schlatbach ist ein weitgehend unverbauter und naturnaher Bach, dem bei der Renaturierung im Zusammenhang mit dem sogenannten Programm Elblachs 2000 eine große Bedeutung zukommt. Das Projekt des Landes Brandenburg verfolgt das Ziel, Lachse und Meerforellen in der Elbe und ihren Nebenflüssen wieder anzusiedeln. Bei den Maßnahmen nimmt das Stepenitzsystem eine zentrale Funktion ein. Ein Mittel zur Renaturierung der Flüsse besteht im Rückbau von Stauanlagen und Wehren.
Im Schlatbach wurde 2001 ein Wehr nahe der Brücke Gramzower Mühle (Ortslage in Perleberg zwischen Gulow und Groß Linde) durch eine Sohlgleite ersetzt, die einen Höhenunterschied von knapp 2 Metern überwindet. Dabei wurde mit Steinriegeln eine Beckenstruktur hergestellt, die den Fischen auch im sommerlichen Niedrigwasser die Wanderung erlaubt. Im Ober- und Unterwasser der Gleite wurden zudem mittels Einbringen von Grobkies künstliche Laichplätze angelegt.
Bereits im Jahr 2000 erfolgte ein Rückbau des Mühlenwehrs Groß Linde zu einer Sohlgleite.
105.000 Meerforellenbrütlinge setzte das Land bis 2005 insgesamt im Schlatbach aus. Als Erfolg wird verbucht, dass seit 2002 130 Lachse und 173 Meerforellen zum Laichen in das Stepenitzsystem zurückgekehrt sind (Stand 2008).

## Naturschutzgebiet Schlatbach
Am Bach sind die besonders streng geschützten Fischotter (Lutra lutra ), Eisvögel (Alcedo attis), Gebirgsstelzen (Motacilla cinerea), Waldwasserläufer (Tringa ochropus) und Kraniche (Grus grus) zu Hause.
2006 wurde die Verordnung zum Naturschutzgebiet Schlatbach erlassen.